# Vlădila
Vlădila est une commune roumaine située dans le județ d'Olt.